# Association de TW Hydrae
L'association de TW Hydrae, notée en abrégé TWA, est une association stellaire constituée d'une trentaine de très jeunes étoiles située à 50 parsecs de la Terre. Elles ont un mouvement commun et semblent être à peu près du même âge, de 5 à 10 millions d'années. Les membres les mieux étudiés de cette association sont TW Hydrae, HR 4796, HD 98800 et 2M1207.

## Membres
- TW Hydrae, l'étoile T Tauri accrétante la plus proche de la Terre ;
- HR 4796, étoile de type A avec un disque de débris poussiéreux résolu et membre connu le plus massif du groupe ;
- HD 98800, système quadruple d'étoiles avec un disque de débris ;
- 2M1207 et 2M1207 b, naine brune accotante et son compagnon de masse planétaire ;
- WISEA J114724.10-204021.3 (WISEA 1147), naine brune[2],[3],[4] ;

| no TWA    | Autre(s) désignation(s)                         | Découverte         | Appartenance à TWA | Attribution du no TWA |
| --------- | ----------------------------------------------- | ------------------ | ------------------ | --------------------- |
| TWA 1     | TW Hydrae                                       |                    |                    |                       |
| TWA 2     | CD-29 8887                                      |                    |                    |                       |
| TWA 3     |                                                 |                    |                    |                       |
| TWA 4     | HD 98800                                        |                    |                    |                       |
| TWA 5     | CD-33 7795                                      |                    |                    |                       |
| TWA 6     | BX Antliae                                      |                    |                    |                       |
| TWA 7     | CE Antliae                                      |                    |                    |                       |
| TWA 8     | V550 Hydrae = CD-26 8623                        |                    |                    |                       |
| TWA 9     | CD-36 7429 = V1238 et V1239 Centauri            |                    |                    |                       |
| TWA 10    | V1252 Centauri                                  |                    |                    |                       |
| TWA 11    | HR 4796                                         |                    |                    |                       |
| TWA 12    | V1217 Centauri                                  |                    |                    |                       |
| TWA 13    | CD-34 7390 = V547 et V548 Hydrae                |                    |                    |                       |
| TWA 14    | V1215 Centauri                                  |                    |                    |                       |
| TWA 15    | 1RXS J123420.1-481514 = V1250 et V1251 Centauri |                    |                    |                       |
| TWA 16    |                                                 |                    |                    |                       |
| TWA 17    | V1267 Centauri                                  |                    |                    |                       |
| TWA 18    | V1268 Centauri                                  |                    |                    |                       |
| TWA 19    | HD 102458                                       |                    |                    |                       |
| TWA 20    |                                                 |                    |                    |                       |
| TWA 21    | HD 298936                                       |                    |                    |                       |
| TWA 22    |                                                 |                    |                    |                       |
| TWA 23    |                                                 |                    |                    |                       |
| TWA 24    | CD-58 4411                                      |                    |                    |                       |
| TWA 25    | V1249 Centauri                                  |                    |                    |                       |
| TWA 26    |                                                 |                    |                    |                       |
| TWA 27    | 2M1207                                          |                    |                    |                       |
| TWA 28    |                                                 |                    |                    |                       |
| TWA 29    |                                                 |                    |                    |                       |
| TWA 30    |                                                 |                    |                    |                       |
| TWA 31    |                                                 |                    |                    |                       |
| TWA 32    |                                                 |                    |                    |                       |
| TWA 33    |                                                 |                    |                    |                       |
| TWA 34    |                                                 |                    |                    |                       |
| TWA 35    |                                                 |                    |                    |                       |
| TWA 36    |                                                 |                    |                    |                       |
| TWA 37    |                                                 |                    |                    |                       |
| TWA 38    |                                                 |                    |                    |                       |
| TWA 39 AB | SCR 1012–3124 AB = 2MASS J10120908–3124451 AB   |                    |                    | Gagné et al. 2016     |
| TWA 40    | 2MASS J12074836–3900043                         |                    |                    | Gagné et al. 2016     |
| TWA 41    | WISEA 1147                                      |                    |                    | Gagné et al. 2016     |
| TWA 42    | 2MASS J11193254–1137466                         |                    |                    | Gagné et al. 2016     |
| TWA 43    | HIP 54477                                       |                    |                    | Gagné et al. 2016     |
| TWA 44    | 2MASS J12175920–3734433                         |                    |                    | Gagné et al. 2016     |
| TWA 45    | 2MASS J11592786– 4510192                        |                    |                    | Gagné et al. 2016     |
| TWA 46    | 2MASS J12354615–4115531                         |                    |                    | Gagné et al. 2016     |
| TWA 47    | SCR 1237–4021 = 2MASS J12371238–4021480         | Riedel et al. 2016 |                    | Gagné et al. 2016     |

### Articles scientifiques
- [Mamajek 2005] (en) Eric Mamajek, « A Moving Cluster Distance to the Exoplanet 2M1207b in the TW Hydrae Association », The Astrophysical Journal, vol. 634, no 2,‎ 2005, p. 1385–1394 (DOI 10.1086/468181, Bibcode 2005ApJ...634.1385M, arXiv astro-ph/0507416)
- [Gagné et al. 2016] « BANYAN. IX. THE INITIAL MASS FUNCTION AND PLANETARY-MASS OBJECT SPACE DENSITY OF THE TW HYA ASSOCIATION », The Astrophysical Journal Supplement Series,‎ 16 décembre 2016 (lire en ligne)

### Communiqués de presse
- [NASA 2016] (en) « Lone Planetary-Mass Object Found in Family of Stars », NASA,‎ 19 avril 2016 (lire en ligne, consulté le 21 avril 2016)

### Articles de vulgarisation
- [Newcomb 2016] (en) Alyssa Newcomb, « Lonely Planet Unattached to a Star Found in Deep Space », ABC News,‎ 20 avril 2016 (lire en ligne, consulté le 21 avril 2016)
- [Kennell 2016] (en) Joanne Kennell, « Astronomers Spot a Lonely Planet-Like Object Floating Freely in Space », The Science Explorer,‎ 21 avril 2016 (lire en ligne, consulté le 21 septembre 2016)